# Голос и феномен
«Голос и феномен» (фр. La voix et le phénomène, 1967), полное название: «Голос и феномен: введение в проблему знаков в феноменологии Гуссерля», — философское сочинение Жака Деррида, в котором он исследует некоторые основные предпосылки феноменологии Гуссерля и одновременно развивает основные темы собственной философии.

## Общая характеристика
Книга была опубликована в 1967 году, почти одновременно с двумя другими классическими сочинениями Деррида: «О грамматологии» и «Письмо и различие». В этих трёх работах были заложены основы философии Деррида. По словам самого Деррида, «Голос и феномен» можно воспринимать как длинное примечание к двум другим книгам.
Рассматривая традиционную метафизику в качестве науки о бытии как присутствии, Деррида исследует роль голоса в метафизике вообще и феноменологии в частности. Деррида анализирует взгляды Гуссерля на идеальное (значение), рассматривает противопоставление выражения и указания в теории знака Гуссерля. Отвергая это противопоставление и понимание значения как присутствия, Деррида вводит взамен основные понятия своей философии: différance, восполнение, письмо, след.

## Содержание работы

### Основные темы: присутствие и голос в метафизике

#### Метафизика
Классическая метафизика, согласно Жаку Деррида, понимает бытие как присутствие.
Присутствие (фр. présence; также переводится как «наличие») — ключевое для философии Деррида понятие. Присутствие — это то, что есть. Объект, представленный субъекту в чувственной интуиции или идеации; сам субъект, представленный себе непосредственно в своих актах (то есть само-присутствие), — всё это разновидности присутствия.
Интерпретация бытия как присутствия порождает присущие метафизике оппозиции (материя/форма, означающее/означаемое и др.).

#### Феноменология
В основе феноменологии, представляющей собой метафизику в её высшей стадии развития, также прочно лежит присутствие.
Во-первых, очевидность — фундаментальный для феноменологии постулат — и есть, в терминах Деррида, присутствие объекта для субъекта. Во-вторых, присутствием является неделимое само-присутствие актов субъекта, представленного себе в мгновении живого настоящего (непосредственном «сейчас»). Деррида отвергает присутствие в обеих этих ипостасях.

#### Голос
Деррида отмечает значение голоса для метафизики присутствия вообще и для феноменологии Гуссерля в частности. Дело в том, что логос, идеальное неразрывно связаны с phone, с голосом. Язык, воплощающий идеальное, неминуемо должен нести различие, неприсутствие (поскольку язык — это знаки, а тем самым — посредничество), и только «голос симулирует сохранение присутствия» для идеального.

«…Будучи ничем за пределами мира… идеальное бытие должно конституироваться, повторяться и выражаться в посреднике, который не уменьшает присутствия и самоприсутствия в тех актах, которые на него направлены, в посреднике, который сохраняет и присутствие объекта перед интуицией, и самоприсутствие, абсолютную близость актов самим себе».

Уникальность голоса — в том, что его «феноменальность не имеет мирской формы», что он не выходит за пределы субъекта (в отличие от всякого «нефонического означающего», например графемы, имеющей пространственную характеристику), в его непространственности (понимая пространственность и в широком смысле слова — как всякую открытость внешнему, не-собственному, всякое различие). Таким образом, голос, живая речь совмещает в себе идеальность и присутствие.
Уникальность голоса объясняется тем, что «когда я говорю, то к феноменологической сущности этой операции принадлежит то, что я себя слышу в то же самое время, когда я говорю». «Операция „слушания своей речи“ — это самоотношение особого рода» — «чистое самоотношение», не требующее «посредничества какой-то выставленной в мир поверхности» (как в случае, когда я смотрю на себя в зеркало: здесь «поверхность моего тела, как нечто внешнее, должна быть выставлена в мир») — не обращающееся к внешнему, не выходящее за пределы «своего собственного». Только в голосе возможна «абсолютная близость означающего и означаемого… Означающее станет совершенно прозрачным в силу абсолютной близости к означаемому. Эта близость разрушается тогда, когда вместо слушания моей речи, я вижу мое письмо или жест».
Такой, в интерпретации Деррида, предстаёт роль голоса в феноменологии и традиционной метафизике в целом.

### Критический анализ: идеальное (значение) у Гуссерля
Внимание Деррида в работе сосредоточено на первом из «сущностных различений», проводимых Гуссерлем в первом «Логическом исследовании» — противопоставлении указания и выражения.
Согласно Гуссерлю, лишь знак, функционирующий как выражение, является носителем значения. В коммуникативной речи знак не может быть выражением, не будучи при этом и указанием, однако во внутреннем монологе («в одиночестве душевной жизни») знаки функционируют только как выражения, выступая носителями идеальных значений. (Указание же эмпирично, фактично, ассоциативно — это связь двух существований.)
По мнению Деррида, это различение противоречиво. Деррида отвергает возможность выражения без указания и, соответственно, принципиальное для Гуссерля идеальное значение (которое для Деррида является разновидностью присутствия).

#### Критика концепции присутствия
1. Разбирая тезисы Гуссерля, Деррида прежде всего отмечает, что, по мнению самого Гуссерля, «в одиночестве душевной жизни» (во внутреннем монологе) мы «не используем реальные слова, но лишь воображаемые слова», не действительную речь, а воображаемую ре-презентацию речи — то есть значение даётся не в презентации (присутствии), а в ре-презентации (репродукции присутствия), притом в воображаемой ре-презентации (в фантазии, а не воспоминании).
Но это, отмечает Деррида, относится и ко всякому использованию знаков, ко всякой речи — как внутренней, так и действительной (внешней).
Идеальное значение во всякой речи создаётся возможностью бесконечного повторения, то есть новых и новых ре-презентаций; структура знаков «изначально репетитивна». Поэтому в случае знаков возможность повторения оказывается первичнее феноменологически первичной очевидности (присутствия); «присутствие настоящего производно от повторения, а не наоборот». Разница между присутствием (презентацией) и повторением (ре-презентацией) стирается; «определение бытия как идеальности парадоксальным образом является определением бытия как присутствия».

«…Как только мы признаем, что речь по существу принадлежит уровню репрезентации, различие между „действительной“ речью и репрезентацией речи становится подозрительным, независимо от того, является ли речь чисто „выразительной“ или вовлеченной в „коммуникацию“. Из-за изначально репетитивной структуры знаков вообще всегда есть вероятность, что „действующий“ язык точно такой же воображаемый, как воображаемая речь, а воображаемая речь точно такая же действительная, как действительная речь. И в выражении, и в указательной коммуникации, различие между реальностью и репрезентацией, между подлинным и воображаемым и между простым присутствием и повторением уже стало стираться».

2. Далее, воображение — это нейтрализованное воспоминание, а значит, в своём истоке эмпирично, указывает на мир: «образ не есть чистая нейтрализация. Он сохраняет первичную референцию к изначальной презентации, то есть к восприятию и полаганию существования». «Сила чистого повторения, которая открывает идеальность, и сила, которая высвобождает образную репродукцию эмпирического восприятия, не могут быть чужды друг другу».
3. Итак, повторение — это ре-презентация; ре-презентация — это указание (на репрезентируемое). Таким образом, выражение, будучи основанным на возможности повторения, на ре-презентации, оказывается неотделимым от указания.
Нет присутствующего идеального значения (ведь данное якобы присутствующее значение связано с бесконечностью своих неприсутствующих копий, а значит, утрачивает самодостаточность, — полноту своего присутствия), а есть бесконечное повторение — ре-презентация. Знак — не единичное событие, а возможность своего повторения, ре-презентации этого же знака. Знак оказывается бесконечным повторением самого себя, рядом ре-презентаций, в конце концов оказывающихся ре-презентацией неприсутствия. Присутствующее оказывается внутренне разделённым, несущим в себе различение (différance). В основе присутствующего оказывается неприсутствие (репрезентируемого). Эта возможность бесконечного повторения и создаёт идеальное (значение); идеального присутствующего значения нет.

#### Критика концепции само-присутствия
Гуссерль утверждал, что во внутреннем монологе нет коммуникации (указания), ибо «на существование ментальных актов нельзя указать… так как оно является непосредственно настоящим для субъекта в настоящий момент», то есть я слышу себя в тот же самый момент, когда говорю. Иначе говоря, согласно Гуссерлю, явление значения происходит одномоментно, в дословном переводе с немецкого, — замечает Деррида, — «в мигании глаза» (im selben Augenblick). Это порождает представление о само-присутствии актов субъекта.
Однако такая «самотождественность настоящего», говорит Деррида, противоречит собственной теории времени Гуссерля. Само описание темпорализации у Гуссерля раскалывает живое настоящее, вводя в настоящее («сейчас») фазы ретенции и протенции. Ретенция ре-презентирует уже не присутствующее (с последним утверждением Гуссерль, полагавший ретенцию восприятием, а не ре-презентацией, возможно, не согласился бы). Таким образом, заключает Деррида, «сейчас» (живое настоящее) порождается не извне, а операцией различения (différance), то есть самим же предшествующим настоящим, его самоотношением. Новое живое настоящее порождается неидентичностью настоящего себе. Только так и достигается само-присутствие: внутренним разделением живого настоящего и возвращением к себе (в ретенции). «Живое настоящее исходит из неидентичности самому себе и из возможности ретенционального следа», оно открыто внешнему. Поэтому «никакого абсолютно внутреннего уже не может быть»: нет первичного присутствия живого настоящего — есть цепь ретенций, где настоящее восполняется прошлым (только что прошедшим), в свою очередь восполняемым прошлым, и т. д. (и то же в направлении будущего: восполнение в протенции). Таким образом, живое настоящее несёт в себе различие: «Поскольку мы признаем эту непрерывность Теперь и не-Теперь… мы признаем и… неприсутствие и неочевидность в миге мгновения. Миг продолжителен в мигании глаза». Нет изолированного момента настоящего, то есть нет чистого присутствия. Различие предшествует присутствию, присутствие оказывается неразрывно связано с неприсутствием. А значит, во внутреннем монологе имеется и указание.

### Итоги: теория Деррида
Итак, репетитивная, репрезентативная сущность знака (речи) и время, темпоральность делают сомнительной возможность выражения без указания «в одиночестве душевной жизни». Чистая внутренность речи, её претензия быть воплощением присутствия и самоприсутствия опровергается её ре-презентативной и темпоральной природой.
Означение предстаёт у Деррида как движение различения (différance). Показав, что присутствие значения невозможно, на место отвергаемого присутствия Деррида ставит различие (différance). Идеальное — бесконечное différance. Таким образом, différance создаёт знак (объект).
Деррида демонстрирует, что условием предполагаемого само-присутствия речевого акта является самоотношение. А самоотношение предполагает разделённость самоприсутствия различием, «изначальное неприсутствие». Таким образом, différance создаёт субъекта.
Самоотношение вторгается и в предвыразительный уровень смысла (сознания, опыта): этот уровень также уже́ захвачен темпоральностью — а темпоральность несёт в себе самоотношение, различие. Чистого само-присутствия нет и на этом доречевом, предвыразительном уровне смысла. «Смысл, будучи по природе темпоральным… всегда уже истек из себя в „выразительный слой“ переживания».
Итак, предвыразительный уровень смысла и выражение, выражение и указание оказываются изначально переплетены; их соединение есть восполнение «изначального несамоприсутствия».
Нет первичного присутствия и самоприсутствия; вместо этого — différance, цепь замещений и указаний и — восполнение неприсутствия.
Исчезает автор (субъект) и созерцательная полнота (объект); остаётся текст (письмо).

## Первое издание
- Derrida J. La Voix et le Phénomène. Paris: Presses Universitaires de France, 1967. 120 p.

## Издания на русском языке
- Деррида Ж. Голос и феномен. СПб.: Алетейя, 1999.